# Последний звёздный боец
«После́дний звёздный бое́ц» («Последний звёздный истребитель», англ. The Last Starfighter) — фантастический фильм, снятый в 1984 году (совместное производство студий «Лоримар» и «Юнивёрсал», режиссёр — Ник Кастл).

## Сюжет
Старшеклассник Алекс Роган (Ланс Гест) живёт в трейлерном городке, затерянном где-то на западе США. Он зарабатывает на жизнь мелким ремонтом, но мечтает выучиться и изменить свою судьбу. Получив уведомление о том, что он получил отказ в кредите для поступления в колледж, Алекс окончательно убеждается в том, что ему так и придётся всю жизнь чинить чьи-то антенны и генераторы. Свободное время он частенько проводит за игровым автоматом «Звёздный боец», установленном рядом с местным баром. В игре он — участник элитного подразделения звёздных бойцов, стрелок истребителя «Ганстар», защищающий оборонительную систему «Рубеж» звёздной федерации Райлан от злобного Зура и империи Ко-Дан. Практикуясь изо дня в день, Алекс становится игроком высокого класса и в конце концов «уничтожает» вражеский корабль-базу, установив рекорд в миллион очков. Для маленького посёлка это целое событие, и жители устраивают праздничную вечеринку в баре.
Поздно ночью, когда все уже разошлись, Алекс с изумлением видит, как игровой автомат включается сам и начинает многократно повторять текст из заставки видеоигры. Затем к автомату внезапно подъезжает странного вида автомобиль с потрясающе жизнерадостным водителем (Роберт Престон). Неожиданно для самого себя Алекс соглашается на приглашение «прокатиться с ветерком», но спустя 10 минут с ужасом обнаруживает, что автомобиль на самом деле вовсе не автомобиль, а космический корабль, а жизнерадостный водитель — и вовсе инопланетянин по имени Центаури. На все расспросы он даёт только уклончивые ответы в духе «ты же всю жизнь хотел приключений» и «тебя ждёт подарок получше рождественского». После недолгого полёта космомобиль приземляется на базе где-то на другом краю Галактики. Появлению Алекса здесь ни капельки не удивлены — ему вручают форму пилота, портативный переводчик для разговора с инопланетянами и отправляют на брифинг.
На брифинге быстро выясняется, что Райланская звёздная федерация, империя Ко-Дан и даже злобный Зур — вовсе не выдумка, а самая настоящая реальность. Более того, проходя через ангар, Алекс с изумлением видит многочисленные истребители «Ганстар». Глава Райланской федерации, посол Эндуран, приветствует Алекса и других присутствующих на брифинге существ как избранных, «обладающих Даром», стрелков элитной эскадрильи «Звёздный боец». Сообразив, что он вот-вот отправится на реальную войну, Алекс обращается за помощью к первому попавшемуся инопланетянину («Добро пожаловать, боец, я — навигатор Григ» — представляется тот). Узнав о том, что Алекс — землянин, Григ вызывает Центаури и требует объяснений. Оказывается, Земля не входит в звёздную федерацию, и Центаури (который оказывается вольнонаёмным вербовщиком) не имел права ни вербовать Алекса, ни увозить его на Райлан. Центаури пробует настоять на своём и рассказывает о том, как разместил на Земле под видом игровых автоматов «Звёздный боец» устройства для выявления людей, «обладающих Даром». Центаури уверяет, что Алекс станет лучшим бойцом в эскадрилье. Тем не менее вербовщика заставляют вернуть полученные деньги и отправить Алекса домой.
Сразу же после отбытия Центаури и Алекса на базе разворачиваются трагические события. Перебежчик Зур, сын Эндурана, раскрывает императору Ко-Дан секрет, как обойти защитную систему «Рубеж» и напасть на базу райланцев. Император назначает Зура командиром армии вторжения, и вскоре корабли империи начинают атаку. Подложенная предателем бомба уничтожает компьютеры, управляющие оборонительными пушками, база райланцев разрушена, всё подразделение «Звёздный боец» погибло. Зур торжествует и готов отдать приказ напасть на саму планету Райлан, однако внезапно получает сообщение, что один звёздный боец все ещё не уничтожен, поскольку был эвакуирован до начала атаки. Зур отдаёт приказ выследить бойца и убить — поскольку даже один боец представляет собой серьёзную угрозу для флота коданцев.
Тем временем раздосадованный Центаури привозит Алекса на Землю, однако на прощание оставляет тому устройство экстренного вызова — «На случай, если вдруг передумаешь!». Алекс возвращается домой и обнаруживает, что коварный Центаури не только увёз Алекса на Райлан, но и подменил его дублёром — андроидом. Тот умудрился испортить отношения с девушкой Алекса — Мэгги Гордон (Кэтрин Мэри Стюарт). Синтет ещё и начинает убеждать Алекса, что тот должен непременно вернуться на Райлос и стать Звёздным Бойцом. Алекс использует оставленное вербовщиком устройство, чтобы тот немедленно вернулся и вернул дублёра туда, откуда его привёз. Внезапно появляется ещё один инопланетянин — наёмный убийца с планеты Зан-До-Зан, который пытается уничтожить как Алекса, так и его двойника. Подоспевший Центаури убивает наёмника, однако и сам серьёзно ранен. «Они все равно думают, что ты — последний Звёздный боец, они не остановятся, пока не уничтожат тебя!», — говорит Центаури. Единственная надежда Алекса выжить и отвести угрозу от родных — возвратиться на Райлос.
Алекс соглашается. Центаури успевает отвезти его на базу, однако сам умирает от раны. База разрушена, большинство её персонала погибло. Чудом выживший Григ становится навигатором Алекса — вдвоём они садятся в уцелевший истребитель «Ганстар» и покидают базу. Алекс обнаруживает, что управление оружейными системами «Ганстара» повторяет управление игрового автомата «Звёздный боец», и легко расстреливает учебные цели, а затем и вражеский корабль-разведчик. Однако когда он узнаёт от Грига, что другие пилоты подразделения погибли и ему придётся одному противостоять всему флоту коданцев, испуганный Алекс принимает решение покинуть Райлос и вернуться на Землю. Чтобы спрятаться от коданского флота, Григ заводит истребитель в пещеру внутри астероида и отключает все системы.
Тем временем на Земле андроид уезжает на вечеринку с друзьями Алекса и даже пытается неуклюже флиртовать с Мэгги. Однако появляется ещё один Зан-До-Зан. Дублёр ранен, наёмник понимает, что настоящий Алекс снова ускользнул. Андроид рассказывает Мэгги, кто он такой на самом деле, а затем преследует на грузовике Зан-До-Зана и в самоубийственной атаке таранит его машину. Наёмник успевает передать только часть сообщения: «Последний звёздный боец…». Находящийся на другом конце Галактики Зур считает, что оставшаяся часть сообщения, несомненно, была «…уничтожен», и отдаёт приказ о нападении на планету Райлон. Оставшаяся на Земле Мэгги признаётся, что любит Алекса.
В глубине астероида Алекс и Григ разговаривают друг с другом. Григ рассказывает Алексу о своей планете, о том, что его раса живёт в пещерах, о своей семье, которая рискует попасть в рабство к коданцам, в тот момент показывает фотографию свей семьи на устройстве напоминающий современный смартфон или таблет перелистывая с одной фотографии к другой (и это в 1984 году). Алекс показывает Григу фотографию семьи и пытается объяснить, что живёт в трейлере — «понимаешь, это такая маленькая пещера, которая может передвигаться». На вопрос о том, куда эта пещера передвигается, Алекс с грустью отвечает, что она всегда стоит на одном и том же месте. Григ весьма удивлён — «передвижная пещера которая никуда не движется, потрясающе!». Алекс снова вспоминает, как он хотел вырваться из надоевшего захолустного городка, какие уникальные возможности перед ним откроются в случае, если он останется на Райлосе. Он принимает решение пропустить мимо себя коданский флот и атаковать с тыла.
На мостике флагманского корабля Зур и командир коданцев лорд Крил получают сообщение о внезапно напавшем с тыла истребителе «Ганстар». В гневе Крил отдаёт приказ убить Зура. В этот момент «Ганстар» Алекса и Грига наносит флагману многочисленные повреждения и выводит из строя его систему связи. Зур бежит с корабля. Алекс мастерски расстреливает боевые порядки коданцев, а затем использует супероружие «Цветок смерти» для уничтожения остатков флота. Флагманский корабль империи теряет управление, врезается в находящийся неподалёку спутник Райлона Галан и взрывается.
На церемонии празднования победы Алекс неожиданно снова встречается с Центаури — оказывается, тот не умер, а ожидал восстановления своего тела. Посол Эндуран объявляет Алекса спасителем федерации, однако говорит о том, что «Рубеж» разрушен, Зур бежал, а все Звёздные бойцы погибли. Алекс соглашается остаться на Райлоне и помочь восстановить эскадрилью. Центаури с гордостью добавляет, что «уже знает, каким образом находить талантливых рекрутов».
На Земле жители городка разыскивают пропавшего Алекса. Внезапно возле бара приземляется космический корабль, в котором младший брат Алекса Луис (Крис Герберт) сразу же узнает «Ганстар» из игрового автомата. Из корабля выходят Алекс и Григ. Григ рассказывает жителям о том, что теперь Алекс стал героем звёздной федерации и должен улететь с Земли. Алекс признаётся Мэгги в любви и уговаривает её полететь с ним. Бабушка Мэгги (Мэг Вайли) даёт своё благословение внучке. Луис просит Алекса взять с собой и его, однако в корабле есть только одно свободное место. «Ганстар» улетает с Земли, а Луис немедленно бросается к игровому автомату «Звёздный боец». Теперь-то он точно знает, как попасть в космос!

## В ролях
| Исполнитель        | Роль                       | Описание                                                               |
| ------------------ | -------------------------- | ---------------------------------------------------------------------- |
| Ланс Гест          | Алекс Роган / Андроид-бета | Главный герой фильма. Подросток, завербованный в отряд «Звёздный Боец» |
| Дан О'Херлихи      | Григ                       | Инопланетянин, навигатор Алекса                                        |
| Кэтрин Мэри Стюарт | Мэгги Гордон               | Девушка Алекса                                                         |
| Норман Сноу        | Зур                        | Злобный предводитель флота империи Ко-Дан                              |
| Роберт Престон     | Центаури                   | Инопланетянин-вербовщик. Изобретатель видеоигры «Звёздный Боец»        |
| Кэй И. Кутер       | Эндуран                    | Посол Райлоса, отец Зура и командующий звёздной лиги                   |
| Барбара Боссон     | Джейн Роган                | Мать Алекса                                                            |
| Крис Герберт       | Луис Роган                 | Младший брат Алекса                                                    |
| Мэг Вайли          | Бабушка Гордон             | Бабушка Мэгги                                                          |

## Производство фильма
«Последний звёздный боец» вошёл в историю мирового кинематографа как первый полнометражный фильм с интенсивным использованием трёхмерной компьютерной графики для создания сложных движущихся фотореалистичных изображений космических кораблей, планет, боевых сцен и т. д.
К концу 70-х годов машинная графика уже активно использовалась на телевидении для создания заставок и рекламных роликов, а также в кинематографе — для создания специфических «компьютерных» изображений. Примерами использования чистой машинной графики того времени являются «мир глазами робота» в фильме «Будущий мир» или «проволочный» разрез станции «Звезда смерти» в 90-секундном эпизоде последнего совещания в фильме «Звёздные войны. Эпизод IV. Новая надежда». Тем не менее, быстродействие и объёмы памяти компьютеров того времени не позволяли создавать динамических изображений высокого качества. В том же самом фильме «Звёздные войны. Эпизод IV» прорисовка изображений на HUD-дисплеях пилотов истребителей X-Wing осуществлялась традиционными средствами мультипликации, то есть вручную.
Первая попытка создания фильма, в котором компьютерные модели полностью заменили бы реальные декорации и спецэффекты (а также ручную прорисовку — в случае мультипликации), была осуществлена в 1982 году на студии «Уолт Дисней». В анимационной картине «ТРОН» из 105 минут экранного времени 15 были полностью созданы компьютером и ещё 15 совмещали компьютерное изображение с живыми актёрами. Однако фильм был подвергнут серьёзной критике за слабый сюжет, перегруженность спецэффектами и излишнюю абстрактность картинки. Кроме того, стоимость производства фильма вышла за пределы сметы, (около $20 млн при бюджете в $17 млн), а кассовые сборы оказались ниже ожидаемых ($4,8 млн за первый уикенд показа, всего за год $33 млн). Чрезмерные расходы стали основной причиной скептической реакции Голливуда на идею создания динамических изображений средствами машинной графики. Например, в 1983 году при съёмках фильма «Звёздные войны. Эпизод VI. Возвращение джедая» все сцены космических сражений создавались с использованием традиционных статических моделей и передвижных камер.
При производстве фильма «Последний звёздный боец» были учтены ошибки создателей картины «ТРОН». Прежде всего, основной акцент был сделан на проработку сюжета и игру актёров. В качестве главного дизайнера для фильма был приглашён Рон Кобб (другие работы — «Звёздные войны. Эпизод IV», «Конан Варвар», «Чужой», «Чужие», «Назад в будущее», «Правдивая Ложь», «Вспомнить Все» и т. д.). Наконец, компания Digital Productions использовала для рендеринга моделей новейший суперкомпьютер Cray X-MP. Всего было создано 300 полностью компьютерных сцен общей продолжительностью 27 минут, при этом каждый кадр создавался более чем из 250 000 полигонов и обладал разрешением 3000 х 5000 пиксел с цветовой глубиной 36 бит. Подобная достоверность проработки была феноменальной для того времени.
Решающей проверкой на фотореалистичность стало изготовление космического автомобиля вербовщика Центаури. Главная сложность состояла в том, что по сценарию фильма требовалось максимально незаметно подменить настоящий автомобиль компьютерной моделью. Сперва на основе шасси фургона «Фольксваген» был изготовлен реальный автомобиль (позднее он же был использован в одной из сцен фильма «Назад в будущее — 2»), затем — компьютерная модель. Как рассказывал главный программист Digital Productions Гэри Демос, «когда мы показали пачку фотографий компьютерной модели и реальной машины автору её конструкции Рону Коббу, он не смог различить их. Честно говоря, я и сам не мог этого сделать. Стало очевидно, что раз такое происходит, то все идет как надо».
Производство картины «Последний звёздный боец» обошлось в $14 млн, а доход от первого месяца проката составил $21 млн. Критики отнеслись к фильму в целом доброжелательно, хотя отмечали явную вторичность концепции (прежде всего при этом, естественно, подразумевались «Звёздные войны» Лукаса). Позднее были созданы литературный вариант «Звёздного бойца» (автор текста Алан Дин Фостер) и компьютерная игра Star Raiders II (1986 год, платформа Atari). В 2004 году в театре Storm в Нью-Йорке был поставлен мюзикл «Последний звёздный боец».

## Параллели
Многие критики[кто?] и фэны справедливо указывают на большое количество общих моментов между сюжетом картины «Последний звёздный боец» и «Звёздными войнами». Возможно, не особо высокая популярность фильма была обусловлена именно вторичностью сюжета, тем более что фильм вышел буквально на следующий год после «Возвращения джедая». Злую шутку с создателями фильма сыграло и участие в проекте Рона Кобба. В фильме «Новая надежда» он работал над образами инопланетян (англ. creature designer), что, в результате, ещё больше усилило сходство «Звёздного бойца» с трилогией Лукаса (например, убийцы Зан-До-Заны оказались весьма похожими на адмирала Акбара с планеты Мон Каламари и т. д.).
| Элемент               | Звёздные войны | Последний звёздный боец |
| --------------------- | --- | --- |
| Главный герой         | Люк Скайуокер, 18 лет, работает на ферме на отдалённой планете и мечтает стать пилотом                                                                  | Алекс Роган, 17 лет, работает механиком в маленьком городке в провинции, мечтает о приключениях                                                      |
| «Свои»                | Альянс Повстанцев за восстановление Республики | Звёздная Лига |
| «Враги»               | Галактическая Империя, глава — император Лорд Сидиус | Империя Ко-Дана, глава — император Ко-Дан (в фильме не появляется)                                                                                   |
| Общие повороты сюжета | Люк владеет Силой, позволяющей ему, в числе всего прочего, виртуозно управлять истребителем X-Wing                                                      | Алекс владеет даром, позволяющим ему виртуозно управлять оружейными системами истребителя Gunstar                                                    |
| Общие повороты сюжета | Корабль Millennium Falcon прячется от имперского флота в глубине астероида                                                                              | Истребитель Gunstar прячется от имперского флота в глубине астероида                                                                                 |
| Общие повороты сюжета | Напарник Хана Соло по экипажу — инопланетянин Чубакка                                                                                                   | Напарник Алекса Рогана по экипажу — инопланетянин Григ                                                                                               |
| Общие повороты сюжета | Люк Скайуокер в одиночку уничтожает «Звезду смерти». Большинство его товарищей погибло в бою.                                                           | Алекс Роган в одиночку уничтожает имперский флот. Его товарищи погибли при нападении на базу.                                                        |
| Общие повороты сюжета | Корабль Millennium Falcon может быть сбит имперским флагманом. В последний момент робот R2-D2 чинит гипердвигатель и корабль уходит в гиперпространство | Корабль Gunstar потерял управление и может быть сбит имперским флагманом. В последний момент навигатор Григ чинит двигатель и уходит от столкновения |
| Общие повороты сюжета | Империя использует супероружие «Звезда смерти» (Death Star)                                                                                             | Корабль Gunstar оборудован супероружием «Цветок смерти» (Death Blossom)                                                                              |
| Общие повороты сюжета | После победы Принцесса Лея уговаривает Хана Соло остаться служить Альянсу, поскольку он прекрасный пилот                                                | После победы посол Эндуран уговаривает Алекса остаться служить Звёздной Федерации для подготовки новых рекрутов                                      |